# Als (Dania)
Als – miasto w Danii, w regionie Jutlandia Północna, w gminie Mariagerfjord.